# Jesús Merino Delgado
Pour les articles homonymes, voir Merino.
Jesús Merino Delgado, né le 6 février 1954 à Hontalbilla, est un homme politique espagnol membre du Parti populaire (PP).

## Biographie
Jesús Merino Delgado naît le 6 février 1954 à Hontalbilla, dans la province de Ségovie. Il est diplômé en droit de l'université Complutense de Madrid.
Secrétaire général du Parti populaire de Castille-et-León (PPCyL) entre 1991 et 2000, il est sur cette même période conseiller à l'Équipement du gouvernement autonome. Il en est également vice-président de 1995 à 1999.
À la suite des élections régionales du 13 juin 1999, il est désigné sénateur par les Cortes de Castille-et-León. Il quitte la chambre haute pour le Congrès des députés moins d'un an plus tard, à l'occasion des élections générales du 12 mars 2000.
Il remet sa démission le 19 avril 2010, après sa mise en cause dans l'affaire de corruption Gürtel. Il est remplacé par la maire du village de La Losa Sara Dueñas, qui devient la benjamine de l'assemblée.
Il est condamné huit ans plus tard par l'Audience nationale à trois ans et sept mois de prison pour blanchiment de capital et faux en écriture publique.